# NGC 4793
NGC 4793 (другие обозначения — UGC 8033, IRAS12522+2912, MCG 5-31-3, ZWG 159.116, ZWG 160.11, KUG 1252+292, PGC 43939) — спиральная галактика с перемычкой (SBc) в созвездии Волос Вероники.
Галактика находится в 36 Мпк от Млечного Пути. В 2016 году в ней наблюдалась вспышка сверхновой SN 2016jfu типа IIP. Наблюдался кандидат в сверхновые AT2019upv.
Этот объект входит в число перечисленных в оригинальной редакции «Нового общего каталога».